# Xã Brush Creek, Quận Muskingum, Ohio
Xã Brush Creek (tiếng Anh: Brush Creek Township) là một xã thuộc quận Muskingum, tiểu bang Ohio, Hoa Kỳ. Năm 2010, dân số của xã này là 1.333 người.